# Reformatório Andrew Mercer para Mulheres
O Reformatório Andrew Mercer para Mulheres foi uma prisão para mulheres (com 16 anos ou mais) em Toronto (Ontário, Canadá). Ao longo do tempo, a instituição também foi conhecida como Complexo Mercer, Reformatório Andrew Mercer para Femininas e Reformatório Andrew Mercer de Ontário para Femininas.
Localizado na Rua King West em Toronto, Ontário, o Reformatório Mercer foi inaugurado em 1880. O complexo era composto por duas instituições: o Reformatório Mercer para mulheres adultas e o Refúgio Industrial para Meninas, destinado àquelas com menos de 14 anos. Posteriormente, passaram a integrar o conjunto instalações para tratamento de dependência de drogas e de transtornos psiquiátricos. O complexo permaneceu até 1969, quando foi demolido e substituído por outras instituições.
Originalmente concebido para oferecer possibilidades de reforma, inclusive tratando o alcoolismo, a instituição desenvolveu uma notória reputação ao longo de sua existência. Foram documentados casos de tortura, espancamentos e procedimentos médicos ilegais, inclusive experimentos com medicamentos. Diversos tumultos ocorreram no local.

## Construção
Situado a oeste do centro de Toronto, no terreno da fazenda do asilo provincial localizado ao norte, na Queen Street, o edifício principal, de quatro andares e orientado no sentido norte-sul, media 110 ft (33.53 m) de comprimento e 65 ft (19.81 m) de largura, contando com uma torre de 90 ft (27.43 m) na fachada que servia de entrada principal. Havia alas laterais a leste e a oeste, com três andares cada, medindo 118 ft (35.97 m) de comprimento e 52 ft (15.85 m) de largura. Nos fundos, encontravam-se edifícios de dois andares que abrigavam as caldeiras e uma oficina. Existiam também duas áreas abertas destinadas ao convívio ao ar livre das internas. O edifício era construído em tijolos vermelhos, no estilo Arquitetura neogótica. O projeto foi assinado pelo arquiteto Kivas Tully, do Departamento de Obras Públicas de Ontário. Com 147 celas regulares e 49 no subsolo – destinadas a punições –, a instalação podia acomodar até 250 prisioneiras. Parte da obra foi realizada por internas provenientes da Prisão Central de Toronto.
O custo da construção foi de CA$90,000 (US$NaN em dólares de 2021). Os recursos para o edifício foram provenientes do espólio de Andrew Mercer, que faleceu intestato, e seu patrimônio, avaliado em CA$140,000 (US$NaN em dólares de 2021), foi destinado aos cofres da Província de Ontário. A outra parte do espólio de Mercer foi empregada na criação de uma Enfermaria de Olhos e Ouvidos no Hospital Geral de Toronto.

## Finalidade
Inicialmente, o reformatório tinha como objetivo principal retirar as mulheres com dependência alcoólica ou que levavam uma vida devassa das ruas por períodos de seis meses. A instituição possuía uma seção separada (um "refúgio") para meninas com menos de 14 anos, mantendo-as isoladas da população adulta. Essa área – posteriormente destinada às meninas com 16 anos ou menos – foi denominada de Refúgio Industrial para Meninas, de 1880 a 1905, e de Escola de Treinamento para Meninas de Ontário, de 1952 a 1960. O refúgio visava acolher meninas órfãs, encontradas desabrigadas ou mendigando, aquelas consideradas incontroláveis por seus pais ou que tivessem sido tomadas pela província em decorrência de pais alcoólatras ou, de forma geral, negligentes.
O reformatório prometia um ambiente "acolhedor", assemelhado a um lar, para suas internas. Um dos grandes preceitos da instituição era incutir virtudes vitorianas, tais como a obediência e o servilismo. Atividades laborais – como cozinhar, assar e limpar – também eram elementos centrais na rotina prisional. Segundo uma das supervisoras do reformatório, "de todas as mulheres miseráveis, as ociosas são as mais miseráveis. Tentamos enfatizar a importância do trabalho e consideramos esse um dos grandes meios de reabilitação."
Apesar dos ideais iniciais, o Reformatório Andrew Mercer para Mulheres passou a ser foco de controvérsia, com alegações de tortura, espancamentos, experimentação com medicamentos e procedimentos médicos experimentais – todos realizados em nome da reforma. Com o passar dos anos, o reformatório se transformou numa prisão em tempo integral para mulheres adultas, abrigando tanto prisioneiras violentas quanto as consideradas "incorrigíveis", além daquelas que necessitavam de tratamento para alcoolismo, outras dependências ou transtornos psiquiátricos.

## História
Em julho de 1878, o governo de Ontário anunciou a construção do Reformatório Mercer como uma das destinações dos fundos de Andrew Mercer, com previsão de conclusão até o final de 1879. Em março de 1879, a Assembleia Legislativa de Ontário aprovou Uma Lei Respectiva ao Reformatório Andrew Mercer de Ontário para Femininas (Estatutos de Ontário de 1879, Capítulo 38) para regulamentar a instituição. O reformatório foi destinado a receber e reformar mulheres com mais de dezesseis anos condenadas por infrações cuja pena variava entre mais de 30 dias e menos de dois anos. A instalação foi concluída e inaugurada em 28 de agosto de 1880. Simultaneamente, a Assembleia Legislativa aprovou Uma Lei para Estabelecer um Refúgio Industrial para Meninas, a ser instalado em uma seção do Reformatório Mercer.
Um relatório de 1891, elaborado pelo Inspetor das Prisões e Instituições de Caridade de Ontário, demonstrou as diferenças entre o reformatório feminino e a prisão central masculina nas proximidades, no período de 1881 a 1890. Mais de 78% das internas foram encarceradas por "crimes contra a moral pública e a paz" (tais como prostituição), enquanto apenas 37% dos homens foram presos por delitos semelhantes. Apenas 22% das prisioneiras foram detidas por "crimes contra a pessoa e contra a propriedade", enquanto 63% dos homens cumpriram pena por tais infrações. Somente 48% das internas do Mercer sabiam ler e escrever, em contraste com uma taxa de 92% entre as mulheres de Toronto na época. Uma doença comum entre elas era a Sífilis, o que levou à criação de um setor exclusivo para o tratamento da sífilis no reformatório. Um relatório dos anos 1880 descrevia "internas acometidas por doenças, óbitos e bebês natimortos na creche."
Em 1893, foi aprovada Uma Lei Respectiva às Casas de Refúgio para Femininas, que passou a regular o encarceramento na instituição. Em 1913, foi sancionada a Lei dos Refúgios Femininos em Ontário. Em 1919, essa lei sofreu alterações que ampliaram os critérios para o encarceramento no Mercer. Qualquer pai ou responsável podia levar perante um juiz uma mulher com menos de 21 anos, considerada incontrolável ou incorrigível, para que o magistrado decidisse seu destino. Sob a Seção 17, qualquer pessoa poderia levar perante um juiz uma mulher com menos de 35 anos, encontrada mendigando, sendo alcoólatra habitual ou simplesmente grávida fora do casamento, com possibilidade de ter sua internação decretada. Essas mulheres e meninas eram confinadas no reformatório por até cinco anos, posteriormente reduzidos para um máximo de dois anos.
Em 1947, Kay Sanford, repórter do The Globe and Mail, produziu uma reportagem em três partes sobre as condições do Mercer. Segundo a superintendente Jean Milne, as internas chegavam a ficar viciadas em cigarros – utilizados posteriormente como incentivo para o bom comportamento. Milne também relatou que a psicologia passou a ser empregada, em substituição aos antigos métodos de espancamentos de internas indisciplinadas, como forma de controle comportamental.
Em 25 de junho de 1948, cem mulheres se rebelaram no reformatório. Não foi o primeiro tumulto; um episódio semelhante havia sido registrado 12 anos antes. As internas foram contidas por 75 policiais das forças de Toronto e de Ontário. A revolta teve início logo após o café da manhã, na manhã seguinte à colocação, em confinamento solitário, de uma jovem de 17 anos. As mulheres realizaram uma greve sentada exigindo a liberação da jovem. A polícia foi chamada e, ao constatar que as internas tentavam arrombar a porta do refeitório que dava para o exterior, invadiu o recinto. Seguiu-se uma luta, na qual os policiais forçaram o retorno das mulheres às suas celas. Na época, o reformatório era a única instituição penal para mulheres em Ontário, abrigando 159 internas com sentenças que variavam do tratamento do alcoolismo à acusação de tentativa de homicídio.
Em 1953, o repórter Frank Tupane, do The Globe and Mail, visitou o reformatório juntamente com o deputado provincial J. Stewart, em resposta a denúncias de abuso físico. Ele confirmou a existência do bloco de confinamento solitário no subsolo e, após examiná-lo, concluiu que não se tratava de "O Buraco Negro de Calcutá", como havia sido alegado. Questionado quanto às denúncias de abusos, a superintendente Jean Burrows afirmou que não havia ocorrido nenhum chicoteado desde 1948. A prática da punição corporal havia sido descontinuada, pois Burrows entendia que era contraproducente e que qualquer aplicação deveria ser submetida, caso a caso, ao Departamento de Instituições Correcionais.
Em 1955, o Centro de Tratamento para Mulheres de Ontário foi estabelecido no local para o tratamento de alcoolismo, drogadicção e distúrbios psiquiátricos. Em 1963, a unidade foi transferida para Brampton. Em 1959, o Centro de Orientação para Mulheres de Ontário foi inaugurado em Brampton, com ênfase no treinamento acadêmico e formação profissional. Junto com o reformatório, essas instituições compunham o que passou a ser chamado de Complexo Mercer.
Em 1964, mesmo ano em que a Lei dos Refúgios Femininos foi revogada, um grande júri foi instaurado para investigar o reformatório, ganhando destaque com a manchete de capa do Toronto Star, "Visita secreta aos calabouços de Toronto: Prisão para Meninas Choca Grande Júri". As conclusões do grande júri apontaram que os cuidados médicos eram tão precários que "não encontramos ninguém com algo de positivo a dizer a respeito". O júri também constatou que o processo de reabilitação era tão inexistente que "o nome da instituição deveria ser alterado para cadeia, visto que de forma alguma se trata de uma instituição de reforma". No subsolo, em celas tipo "balde" – semelhantes a masmorra – utilizadas para o confinamento solitário, as dimensões eram de 1.2 m (3.94 ft) por pouco mais de 2 m (6.56 ft), sem janelas ou iluminação.
Embora o relatório do grande júri tenha sido contestado na época pelo Ministro de Instituições Correcionais de Ontário, Allan Grossman, a repórter do Toronto Star, Lotta Dempsey, afirmou que os arquivos do jornal estavam "cheios de histórias de fugas do Mercer, maus-tratos de mães grávidas, tumultos" e outras situações.

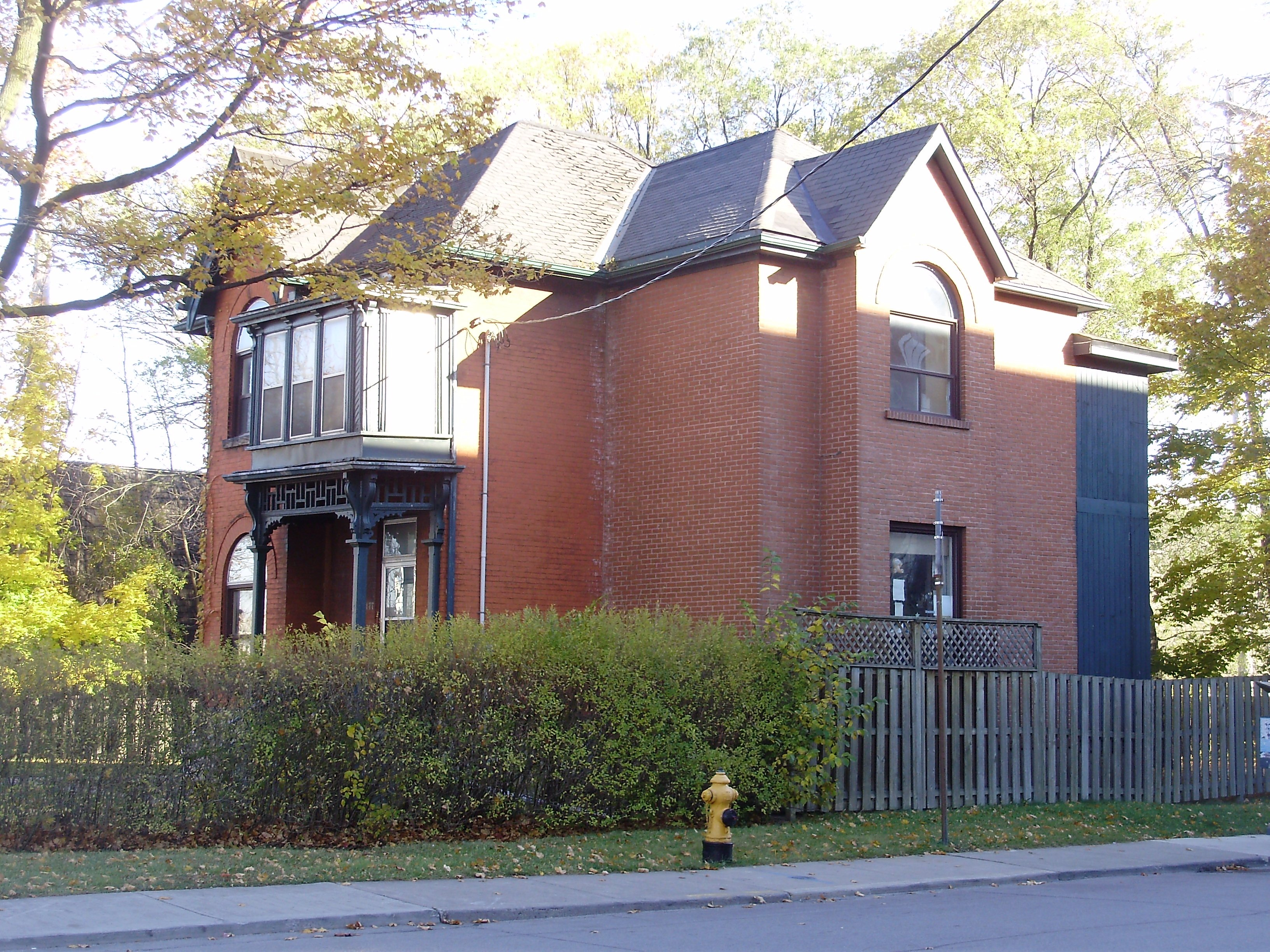
A residência original da superintendente do reformatório Mercer permanece na esquina da King Street com a Fraser Avenue.

Em julho de 1966, o reformatório foi palco de outro tumulto. Em condições de calor intenso, quinze das 88 internas presentes entraram em conflito, enquanto as demais permaneceram em suas celas. A rebelião iniciou-se em um dormitório no terceiro andar, espalhou-se pelo segundo e culminou na Capela Protestante, no terceiro andar. Sessenta policiais da Polícia Metropolitana de Toronto foram mobilizados para conter a revolta. Quatro mulheres foram transferidas para a Cadeia Don e três encaminhadas ao Hospital Western de Toronto. Segundo o superintendente do reformatório, G. R. Thompson, o tumulto foi deflagrado quando uma mulher, em tratamento medicamentoso, foi encaminhada para um hospital externo. Essa mulher, que havia tentado suicídio, exigia medicamentos mais fortes, os quais outras internas desejavam obter. De acordo com os policiais, outro fator desencadeante foi "ciúmes entre lésbicas".
Em abril de 1969, o reformatório foi fechado, sendo oficialmente substituído pelo Centro Vanier para Mulheres em Brampton, que integrou as três instituições do Complexo Mercer. O edifício do reformatório foi demolido ainda naquele ano. Todas as internas foram transferidas para o Centro Vanier.
Atualmente, o local onde se situava o antigo reformatório abriga o Estádio Alan Lamport. O único remanescente do local original é a residência da superintendente, na esquina da King Street com a Fraser Avenue.

## Abusos
"Segundo a Lei dos Refúgios Femininos, a província de Ontário, entre 1896 e 1964, detinha e encarcerava, sem julgamento ou recurso, mulheres de 16 a 35 anos, que os magistrados suspeitavam de apresentarem conduta social indesejável – isto é, envolvimento em relacionamentos interraciais, promiscuidade em geral ou de terem tido um filho fora do casamento. Os homens eram considerados 'incorrigíveis' somente por furto." O Reformatório Mercer foi uma das instituições para as quais essas mulheres eram enviadas e onde foram realizados experimentos médicos questionáveis sem o devido consentimento informado.
Constance Backhouse, uma jurista e historiador canadense, especializada em discriminação de gênero e raça, apresentou, em diversos fóruns jurídicos, casos relativos aos abusos infligidos às mulheres nessas instituições. Entre esses casos estão os de Velma Demerson e Muriel Walker, duas das muitas mulheres submetidas a diversos procedimentos médicos involuntários por um médico do reformatório – um dos principais praticantes de eugenia, que buscava evidências de deficiências físicas a fim de justificar os supostos defeitos morais de "mulheres incontroláveis".
Velma Demerson foi presa, em 1939, aos 18 anos, por conviver com seu namorado chinês. A pedido de sua família, foi detida e encaminhada para a Belmont Home, uma residência para "incorrigíveis", antes de ser confinada no Mercer. Após sua soltura, Demerson casou-se com o pai de seu filho – um imigrante chinês, o que, segundo a legislação de cidadania da época, anulava automaticamente sua cidadania canadense. Velma foi uma das únicas sobreviventes que, 60 anos após sua internação no Reformatório Andrew Mercer, recebeu indenização do governo de Ontário; ela tinha 81 anos na época. Em 2004, escreveu o livro Incorrigible, que integra a série Life Writing da Editora da Universidade Wilfrid Laurier. Em 2002, foi agraciada com o Prêmio J.S. Woodsworth de antirracismo pelo Partido Novo Democrático do Canadá.
Muriel Walker era uma jovem integrante do Blackfoot com uma carreira promissora no balé. Walker também foi detida sob a Lei dos Refúgios Femininos, sendo acusada de ser incorrigível, e, enquanto encarcerada, foi submetida a experimentos médicos. A senadora Kim Pate e a CBC contribuíram para que seu filho, Robert Burke, tivesse reconhecimento e encerramento quanto à tortura que sofreu ainda na infância, quando, aos quatro meses de idade, foi brutalmente espancado pelas matrons do Reformatório Andrew Mercer.